# Daniel Beger
Daniel Robert Beger (ur. 20 marca 1977 w Sztumie) – polski samorządowiec, z wykształcenia politolog, od 2018 prezydent Świętochłowic.

## Życiorys
Pochodzi z Powiśla. W 2000 ukończył studia z edukacji społeczno-politycznej w Wyższej Szkole Pedagogicznej Towarzystwa Wiedzy Powszechnej w Warszawie (licencjat), a w 2002 – magisterskie studia politologiczne na Uniwersytecie Szczecińskim. Kształcił się też podyplomowo z zarządzania projektami unijnymi w Górnośląskiej Wyższej Szkole Handlowej im. Wojciecha Korfantego w Katowicach.
Po studiach wyjechał do Wielkiej Brytanii, gdzie pracował w Westminster City Council. W 2006 powrócił do Polski i zamieszkał w Świętochłowicach. W latach 2007–2011 zatrudniony jako inspektor w Urzędzie Marszałkowskim Województwa Śląskiego, następnie do 2012 zarządzał projektami informatycznymi w firmie konsultingowej. W latach 2012–2016 pracował w biurze rektora Politechniki Śląskiej, a od 2016 jako broker technologii w Centrum Innowacji i Transferu Technologii Politechniki Śląskiej. W 2015 został prezesem stowarzyszenia Przyjazne Świętochłowice.
W wyborach samorządowych w 2018 został kandydatem KWW Stowarzyszenie Przyjazne Świętochłowice na prezydenta Świętochłowic. W pierwszej turze uzyskał 31,20% głosów, co dało mu drugi najlepszy wynik. W drugiej turze zdobył 50,35% poparcia, pokonując rządzącego od 2010 Dawida Kostempskiego różnicą 122 głosów. Skutecznie ubiegał się także o mandat radnego miejskiego (niepołączalny z funkcją prezydenta). Urząd prezydenta miasta objął 22 listopada 2018. W 2023 został koordynatorem struktur ruchu Bezpartyjni Samorządowcy w województwie śląskim, opuścił to ugrupowanie już po kilku miesiącach.
W wyborach samorządowych w 2024 r. ponownie został wybrany na urząd Prezydenta Miasta Świętochłowice. Startował z Komitetu Wyborczego Wyborców Daniela Begera. W pierwszej turze uzyskał 7 367 głosów (44,93%), w drugiej turze 7 936 (61,16%). W ponownym głosowaniu uczestniczył z Bartoszem Karczem (KWW Koalicja Obywatelska). 